# Eugenio Niccolai
Eugenio Niccolai (Pausula, 13 luglio 1895 – Prima battaglia dei Tre Monti, 31 gennaio 1918) è stato un militare italiano, decorato di Medaglia d'oro al valor militare alla memoria nel corso della prima guerra mondiale.

## Biografia

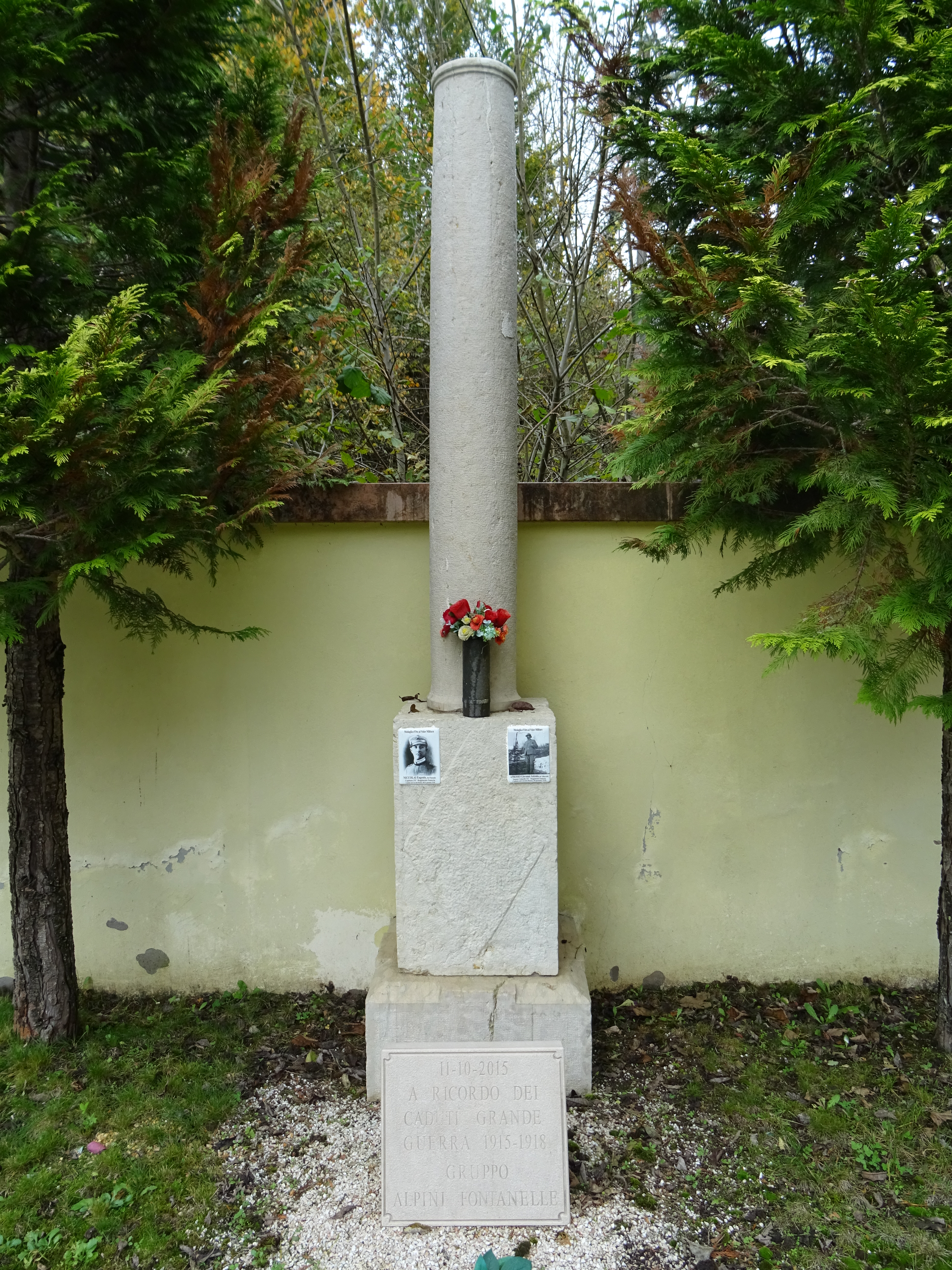
Monumento a Giovanni Antonio Aprosio ed Eugenio Niccolai nel cimitero di Fontanelle di Conco

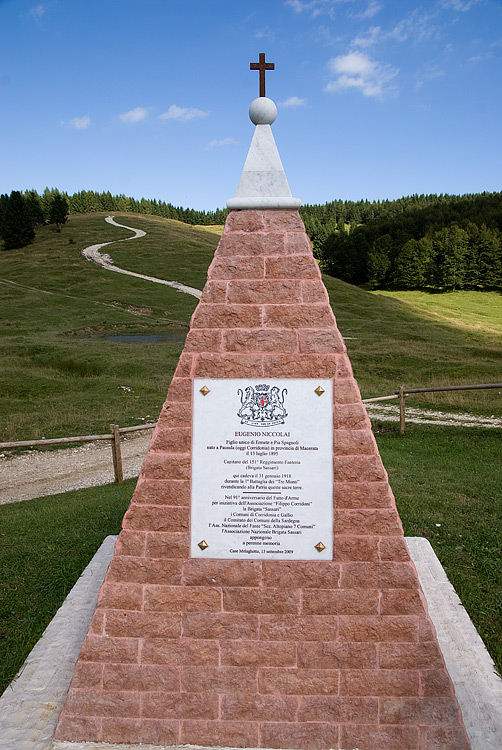
il monumento sull'Altopiano di Asiago a Eugenio Niccolai, morto durante la Battaglia dei Tre Monti.

Nacque a Pausula (oggi Corridonia) di Macerata il 13 luglio 1895, figlio di Ermete e Pia Spagnoli. Mentre studiava al terzo anno di giurisprudenza presso l'università di Macerata, nazionalista convinto, dopo la dichiarazione di neutralità emessa dal governo italiano, si dedicò al giornalismo.
Pubblicò articoli a favore dell'intervento in guerra contro gli Imperi centrali sui giornali "L'Ordine" e sul "Resto del Carlino" e fu uno dei fondatori, a Macerata, dell'Associazione della Stampa.  All'atto dell'entrata in guerra del Regno d'Italia, avvenuta il 24 maggio 1915, si arruolò volontario nel Regio Esercito, frequentando un corso accelerato per Allievi ufficiali presso la Regia Accademia Militare di Fanteria e Cavalleria di Modena. Nominato sottotenente di complemento, assegnato all'arma di fanteria, entrò in servizio presso la 2ª Compagnia, I Battaglione del 151º Reggimento fanteria della Brigata Sassari. Raggiunse il suo reparto al fronte, sul basso Isonzo, partecipando alla terza battaglia dell'Isonzo sul Carso, partecipando agli attacchi che portarono alla conquista delle trincee delle Frasche e dei Razzi. Prese parte alle fasi finali della battaglia degli Altipiani (maggio-giugno 1916), distinguendosi durante la controffensiva italiana nel Trentino. Promosso tenente nel mese di settembre, l'anno successivo seguì il suo reparto mandato a combattere sull'altopiano della Bainsizza. Nell'ottobre 1917 assunse il comando della 6ª Compagnia, venendo promosso capitano per merito di guerra subito dopo. In seguito all'esito negativo della battaglia di Caporetto prese parte alle fasi di ripiegamento, distinguendosi per il coraggio e il sangue freddo nel contrastare il nemico sull'Isonzo, e sul Tagliamento, e sul Monte Melago, nell'altopiano di Asiago. Durante la prima delle due battaglie dei Tre Monti (28-31 gennaio 1918) prese parte ai durissimi combattimenti sul Col del Rosso e a Case Melaghetto, respingendo il nemico dalle posizioni appena conquistate.  Rimasto l'unico capitano in vita del III Battaglione, ne divenne comandante, guidando i suoi uomini di nuovo all'assalto. Cadde colpito al cuore da un proiettile di mitragliatrice l'ultimo giorno di battaglia. Il suo corpo, a causa dell'intenso fuoco di artiglieria, fu recuperato solamente il 1 febbraio, venendo sepolto nel cimitero di Fontanelle (Conco), sotto un piccolo obelisco di pietra, vicino alla tomba del suo comandante di reggimento, il colonnello Giovanni Antonio Aprosio. Per onorarne il coraggio, con Decreto Luogotenenziale del 29 maggio 1919 fu decretata la concessione della Medaglia d'oro al valor militare alla memoria, ed inoltre l'università di Macerata gli conferì ad honorem la laurea in giurisprudenza.
Nel settembre 1924, alla presenza dei suoi genitori e familiari, la salma venne riesumata per essere traslata nella tomba di famiglia a Macerata, dove fu tumulata il 1 ottobre e si trova tuttora. Gli furono intitolate le scuole elementari di Fontanelle di Conco.

### Fonti
1. ↑  Carolei, Greganti, Modica 1968, p. 32.
2. 1 2 3 4  Combattenti Liberazione.
3. 1 2 3 4 5 6 7  Coltrinari, Ramaccia 2018, p. 30.
4. 1 2 3 4  Con la Brigata Sassari.
5. 1 2 3 4 5  Archivio Storico Dal Molin.
6. ↑  Sito web del Quirinale: dettaglio decorato.